# تاريخ شيكاغو

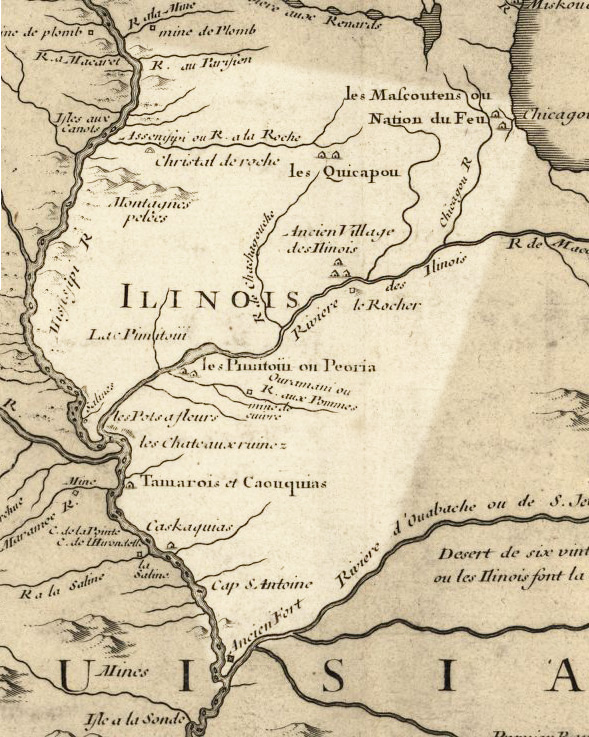
موقع شيكاغو على البحيرة ، في خريطة ويليام ديليسل (باريس، 1718)

علم شيكاغو

معدل جرائم القتل التاريخية في شيكاغو؛ لوحظ ارتفاع ملحوظ في عصر الحظر، وانخفاض حاد حول الحرب العالمية الثانية ، وزيادة أخرى خلال السبعينيات والتسعينيات، والانخفاض منذ ذلك الحين.

لعبت شيكاغو دورًا مركزيًا في التاريخ الاقتصادي والثقافي والسياسي الأمريكي. منذ خمسينيات القرن التاسع عشر، كانت شيكاغو واحدة من المدن الكبرى المهيمنة في الغرب الأوسط للولايات المتحدة، وكانت أكبر مدينة في الغرب الأوسط منذ تعداد 1880 . يبدأ التاريخ المسجل للمنطقة بوصول المستكشفين والمبشرين وتجار الفراء الفرنسيين في أواخر القرن السابع عشر وتفاعلهم مع سكان بوتاواتومي الأمريكيين الأصليين. كان جان بابتيست بوينت دو سابل أول مستوطن دائم من غير السكان الأصليين في المنطقة، حيث كان له منزل عند مصب نهر شيكاغو في أواخر القرن الثامن عشر. كانت هناك مستوطنات صغيرة وقلعة للجيش الأمريكي، لكن الجنود والمستوطنين طردوا جميعًا في عام 1812
على الرغم من حريق في عام 1871 دمر منطقة الأعمال المركزية، نمت المدينة بشكل كبير، لتصبح مركز السكك الحديدية في البلاد والمركز المهيمن في الغرب الأوسط للتصنيع والتجارة والتمويل والتعليم العالي والدين والبث والرياضة وموسيقى الجاز والثقافة العالية. كانت المدينة نقطة جذب للمهاجرين الأوروبيين - في البداية الألمان والإيرلنديون والاسكندنافيون، ثم من تسعينيات القرن التاسع عشر إلى عام 1914، واليهود والتشيك والبولنديين والإيطاليين. لقد انغمسوا جميعًا في الآلات السياسية القوية القائمة على الأحياء في المدينة. انضم الكثيرون إلى النقابات العمالية المتشددة
هاجرت أعداد كبيرة من الأمريكيين الأفارقة من الجنوب بدءًا من حقبة الحرب العالمية الأولى كجزء من الهجرة الكبرى. بدأ وصول المكسيكيين بعد عام 1910، ووصول البورتوريكيين بعد عام 1945. نمت ضواحي مقاطعة كوك بسرعة بعد عام 1945، لكن آلة الحزب الديمقراطي أبقت المدينة والضواحي تحت السيطرة، خاصة في ظل رئيس البلدية ريتشارد جيه دالي، الذي كان رئيسًا لحزب مقاطعة كوك الديمقراطي. أدى تراجع التصنيع بعد عام 1970 إلى إغلاق حظائر الماشية ومعظم مصانع ومصانع الصلب، لكن المدينة احتفظت بدورها كمركز مالي ونقل

## قبل 1830

### المستوطنات الأصلية المبكرة

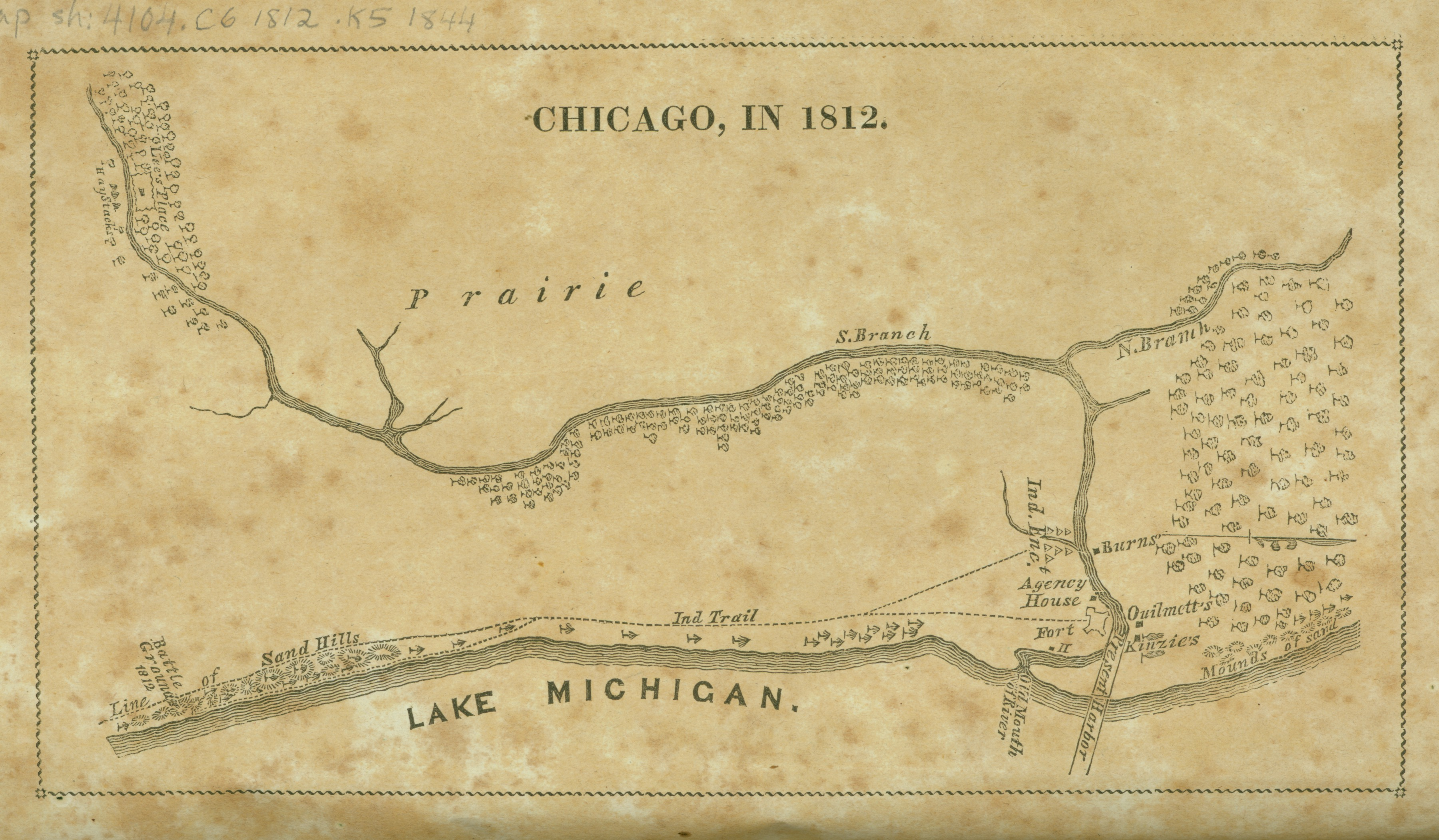
خريطة بأثر رجعي توضح كيف ربما ظهرت شيكاغو عام 1812 (يمين الشمال ، نُشرت عام 1884)

شيكاغو عام 1820

في أول ظهور لها في السجلات من قبل المستكشفين، كانت منطقة شيكاغو مأهولة بعدد من شعوب ألجونكويان، بما في ذلك ماسكوتين وميامي. اشتق اسم «شيكاغو» من ترجمة فرنسية لكلمة الأمريكيين الأصليين شيكا ، والمعروفة لعلماء النبات باسم وليام تريكوم ، من لغة ميامي-إلينوي. أول إشارة معروفة إلى موقع مدينة شيكاغو الحالية باسم «شيكو» كانت من قبل روبرت دي لاسال حوالي عام 1679 في مذكراته.

## مدينة القرن التاسع عشر

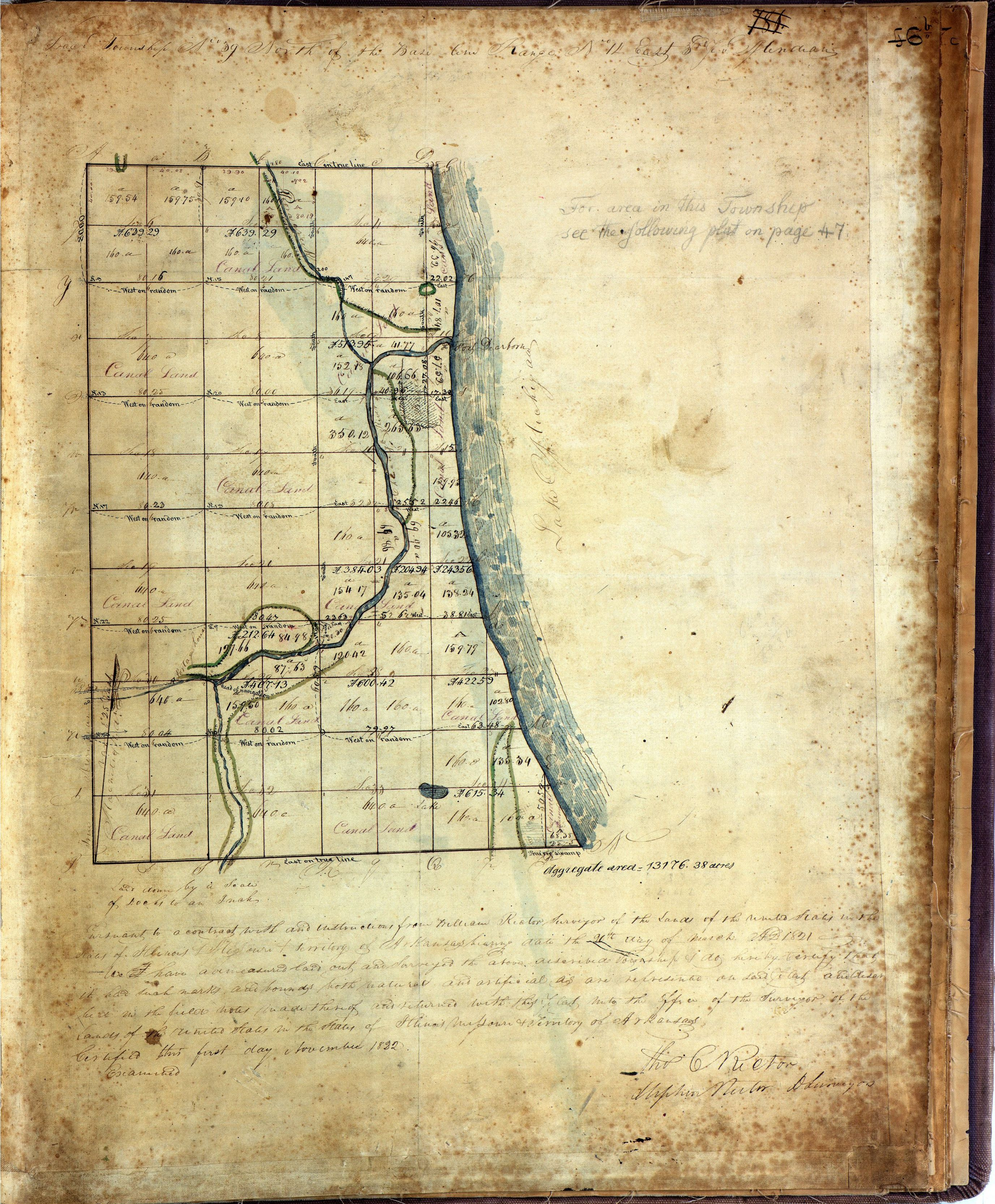
1821 مسح شيكاغو

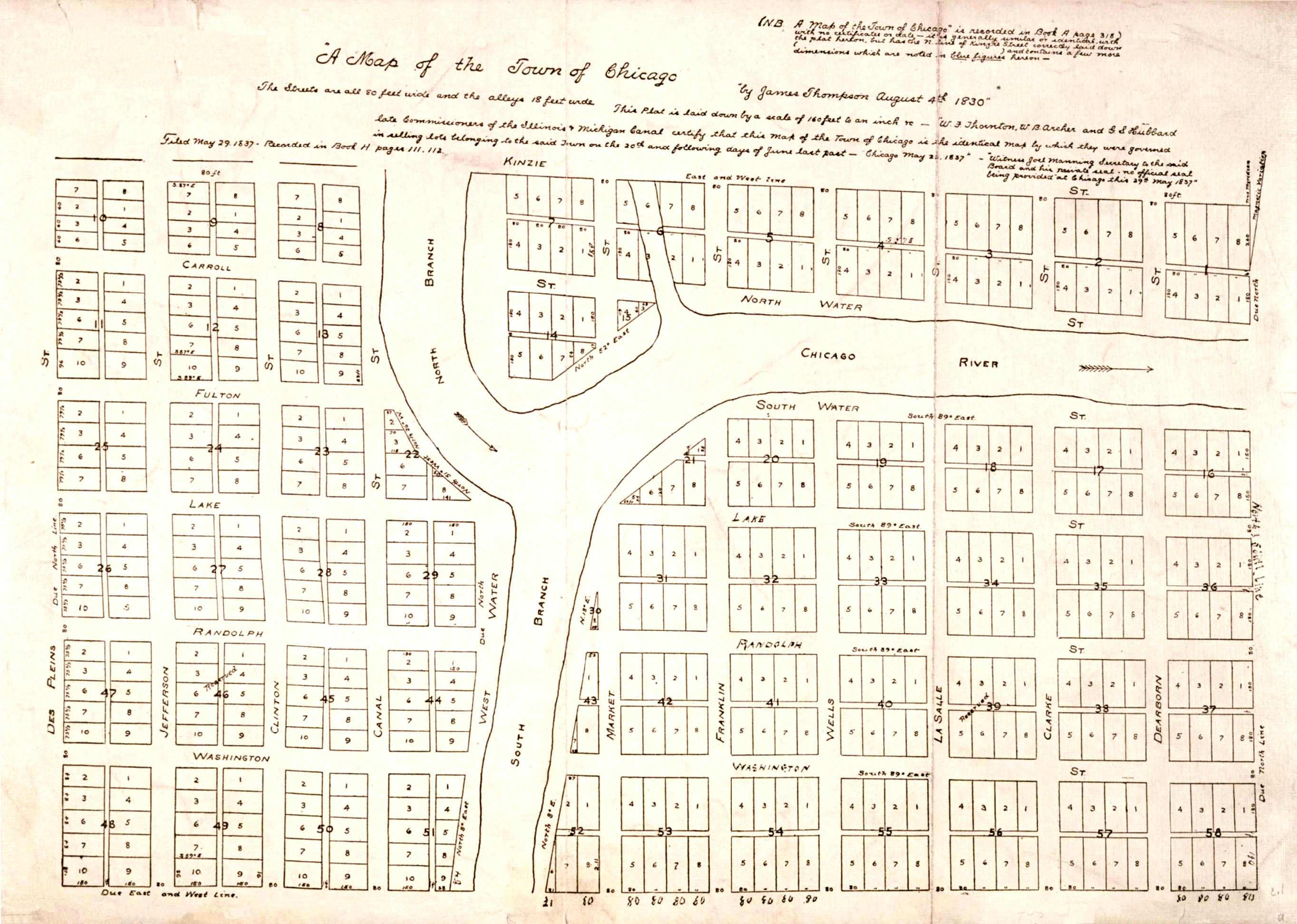
لوحة طومسون ، أول خريطة رسمية لما سيصبح مدينة شيكاغو.

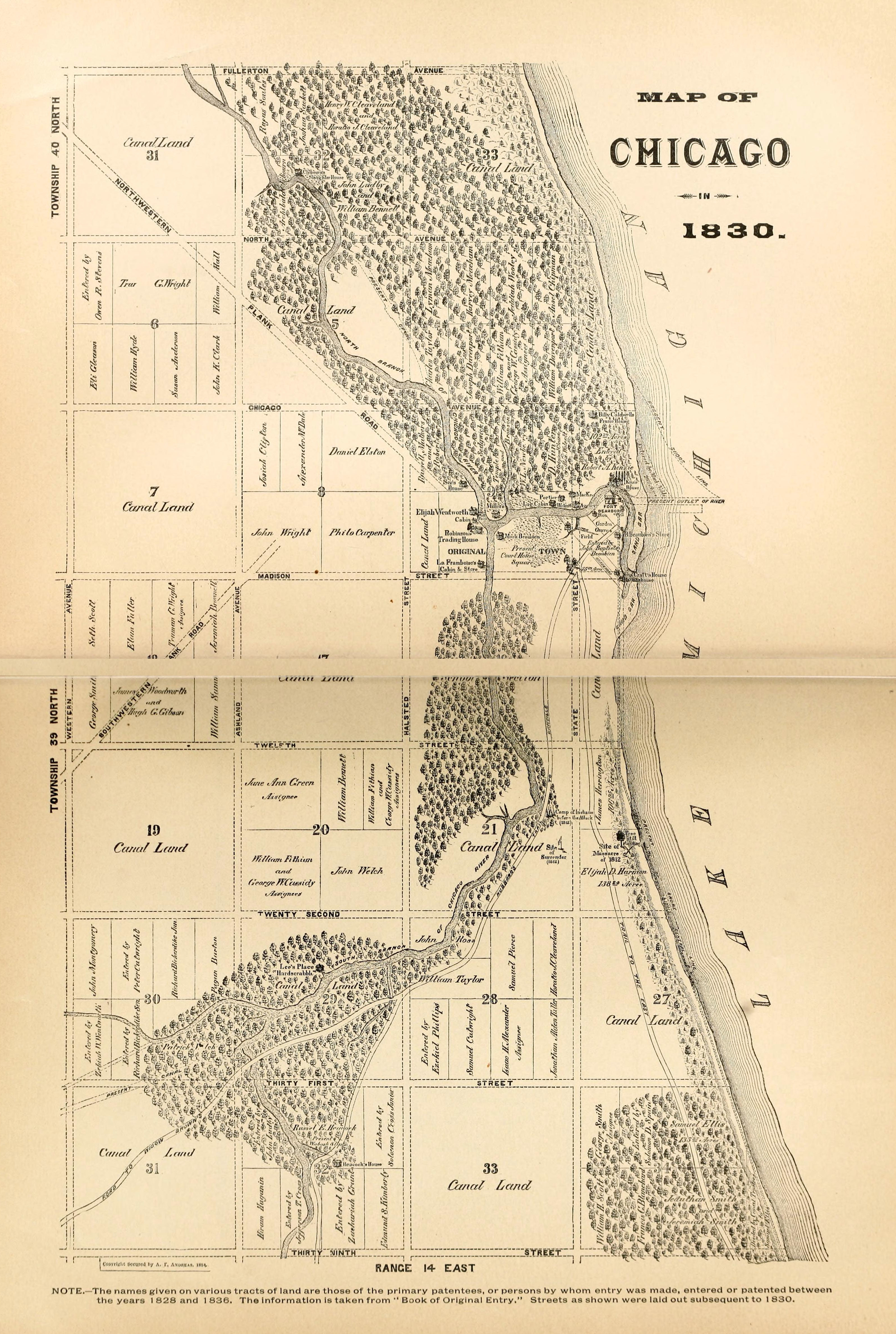
شيكاغو عام 1830 ، كما صورت عام 1884

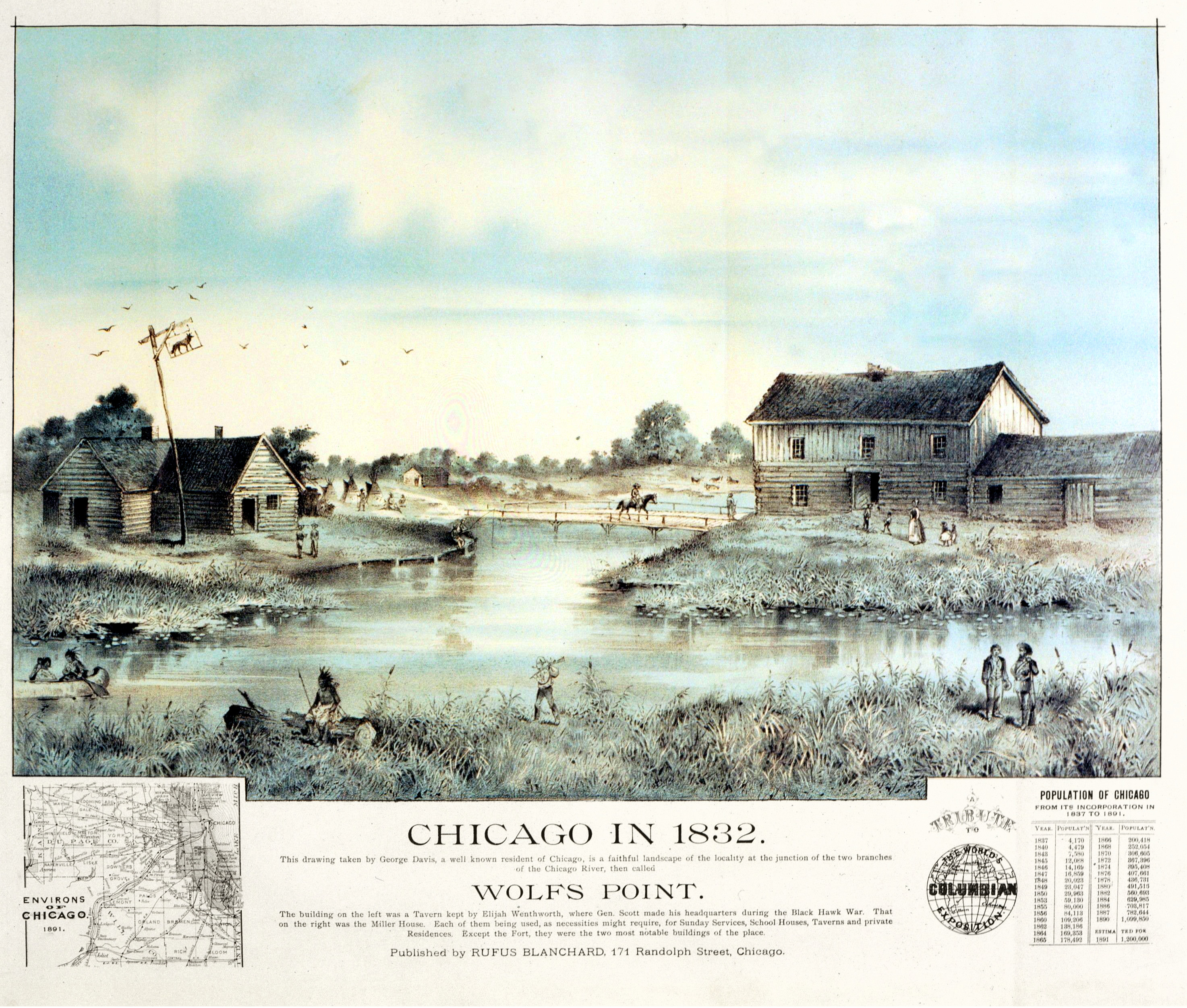
شيكاغو عام 1832 ، كما صورت عام 1892

ابتداءً من الأربعينيات من القرن الماضي، بدأت موجات المهاجرين من أصل إسباني في الوصول. كانت الأعداد الأكبر من المكسيك وبورتوريكو، وكذلك من كوبا أثناء صعود فيدل كاسترو. خلال الثمانينيات، كان المهاجرون من أصل إسباني أكثر احتمالًا لأن يكونوا من أمريكا الوسطى والجنوبية.
.

### النقابات العمالية

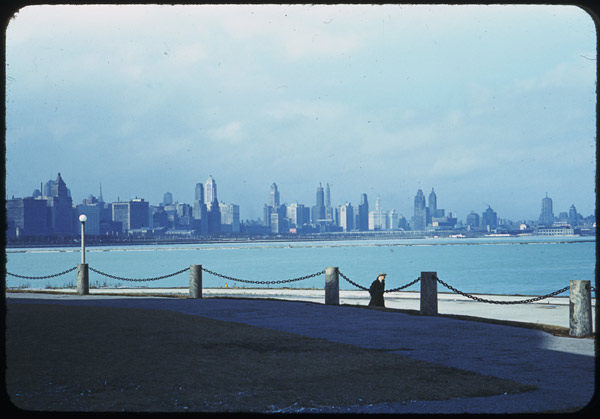
أفق شيكاغو من الجزيرة الشمالية التقطت في وقت ما في عام 1941

تمتع أعضاء الفريق النقابيون في شيكاغو بموقف تفاوضي قوي بشكل غير عادي عندما تنافسوا مع أرباب العمل في جميع أنحاء المدينة، أو دعموا نقابة أخرى في إضراب معين. يمكن بسهولة وضع عرباتهم لتعطيل الترام ومنع حركة المرور. بالإضافة إلى ذلك، غالبًا ما حاصرت عائلاتهم وأنصار الحي وهاجموا عربات أعضاء الفريق غير النقابيين الذين كانوا يكسرون الإضراب. عندما استخدم أعضاء الفريق نفوذهم للانخراط في إضرابات التعاطف، قرر أصحاب العمل تنسيق جهودهم المناهضة للنقابات، بدعوى أن أعضاء الفريق يمتلكون سلطة كبيرة على التجارة في سيطرتهم على الشوارع. مثّل إضراب أعضاء الفريق في عام 1905 صدامًا حول قضايا العمل والطبيعة العامة للشوارع. بالنسبة لأرباب العمل، كانت الشوارع شريانًا للتجارة، بينما ظلت الشوارع بالنسبة لرجال الأعمال مساحات عامة جزء لا يتجزأ من أحيائهم.

### بعد الحرب العالمية الثانية

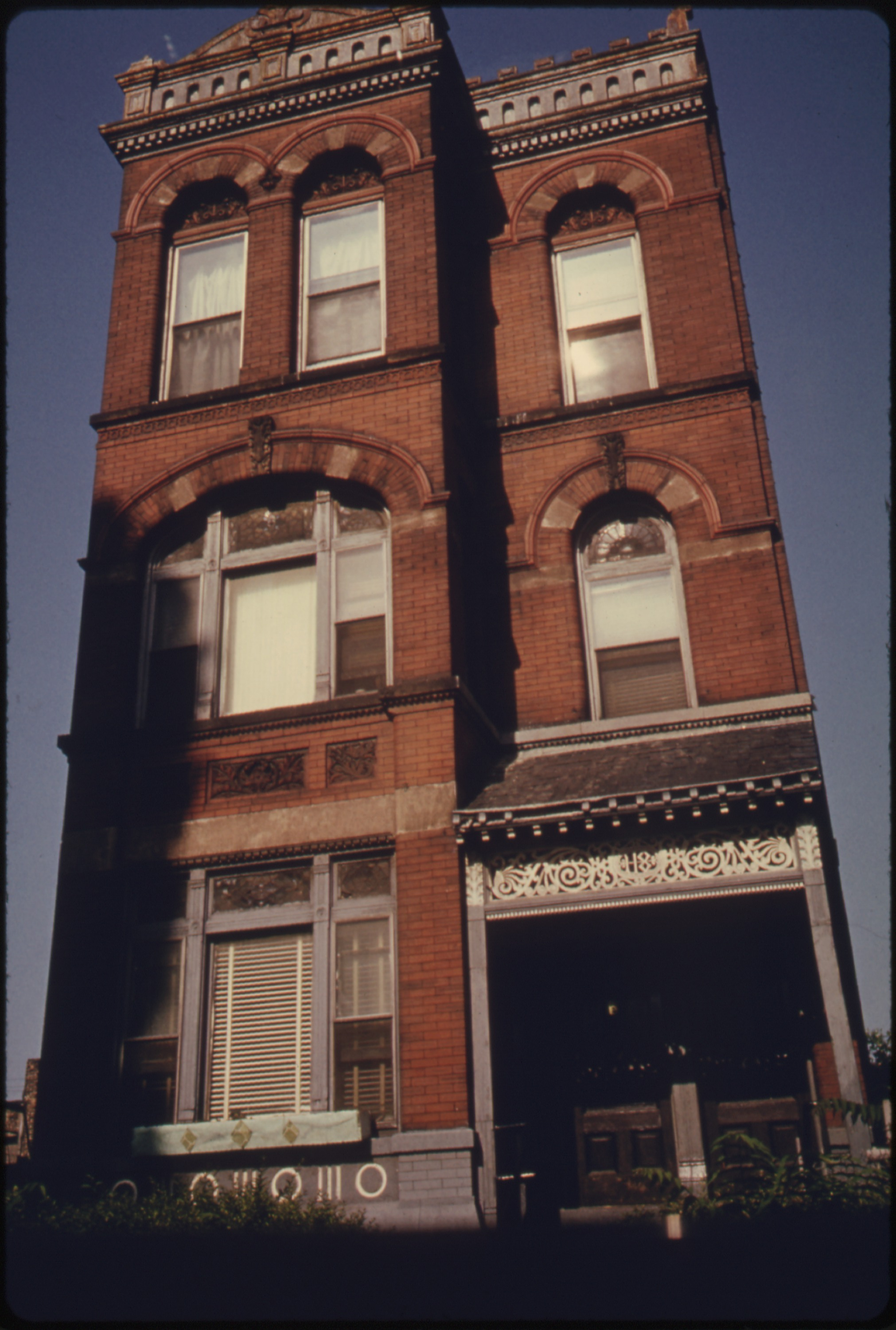
منزل في وسط مدينة شيكاغو ، 1974. تصوير داني ليون.

## روابط خارجية
- في محيط شارعي ماكسويل وهالستيد، 1890-1930
- تاريخ شيكاغو منذ تأسيسها إلى المعرض العالمي في PBS.org
- الموقع الرسمي لجمعية شمال غرب شيكاغو التاريخية
- تاريخ شيكاغو وعناصر أخرى تم التغاضي عنها في Forgotten Chicago
- استطلاع شيكاغو للغات الأجنبية، ترجمة إنجليزية لـ 120 ألف صفحة من المقالات الإخبارية من مطابع اللغات الأجنبية من عام 1855 إلى عام 1938.
- تقرير وزارة الصحة لمدينة شيكاغو 1895
- تقرير وزارة الصحة لمدينة شيكاغو 1904
- وليام جوزيف شوالتر ، "شيكاغو اليوم وغدا" ناشيونال جيوغرافيك ، يناير ، 1919 ، الصفحات 1-42 مع توضيح جيد
- تقرير وزارة الصحة لمدينة شيكاغو 1919
- "Chicago History". Chicago Public Library. مؤرشف من الأصل في 2014-02-20. اطلع عليه بتاريخ 2014-02-07.
- "Chicago History". Research Guides. Newberry Library. مؤرشف من الأصل في 2021-01-21.